# Rodbina Petač
Rodbina Petač (italijansko Petazzi) je bila plemiška družina, ki je imela v 17. in 18. stoletju v lasti precejšen del Krasa. Njihov sedež je bil na gradu Švarcenek ali Završnik (nemško Schwarzeneg, v starih listinah tudi Sworznech), po katerem so se imenovali tudi Završniški ali Švarcneški.

## Zgodovina
Priimek Petač se pojavlja v tržaških uradnih listinah že v 13. stoletju v oblikah Petazzi, Petaz, Petachys'. Frančišek Petač je bil leta 1617 tržaški glavar, leta 1630 pa je njegovo mesto nasledil Benvenut Petač.
Leta 1622 je cesar Ferdinand II. Habsburški povišal  Benvenuta Petača v grofa in mu prodal grad Socerb (ki še stoji) in grad Završnik (ta je stal nad vasjo, ki se danes imenuje Podgrad pri Vremah). Njegova posest merila okoli 157 km² in je obsegala Vremsko dolino, Sežano, Divačo in še več manjših krajev. Ohranil se je natančen popis posesti, ki ga je 28. maja 1711 sestavil Ludvik Petač. Popis je napisan v slovenščini, kar dokazuje, da so Petači obvladali slovenščino in jih (po tem kriteriju) lahko štejemo za Slovence.
Iz leta 1633 je ohranjena tudi listina, s katero je grof Petač dal lokavski župniji v upravljanje jamo Vilenico. Župnija je lahko razpolagala z zaslužkom od vstopnin nabranih z vódenimi obiski jame. Zaradi tega dokumenta se šteje jamo Vilenico za najstarejšo turistično urejeno jamo na svetu.
Petači so si leta 1711 postavili palačo v Sežani. Stavba je stala ob sežanski župnijski cerkvi in danes ni ohranjena. Leta 1713 se je začel Tolminski punt, ki se je iz Tolmina razširil tudi na Kras in do posestva Petačevih. Dne 9. maja 1713 so uporni kmetje vdrli na grad Završnik in od takratnega lastnika grofa Ferdinanda Petača (Petazzija) in njegovega sina Nikolaja izsilila predajo "starega urbarja" in od grofa Petazzija izsilili preveč plačane dajatve (tudi nove naklade) ter pisno zavezo, da se vrne k starim dajatvam. Naslednji dan je grofova družina pobegnila v Trst. Cesarska vojska oz. skupne krajišniške vojske pod poveljstvom Ernst Kullmayerja (tudi Kullmer) je voditelje upora odpeljala v zapor v Gorici. Po tem so Petači prenesli sedež svoje oblasti v Sežano. V Sežani so pozneje zgradili še eno palačo - ta še stoji in Sežanci jo imenujejo Stari grad (na glavnem trgu nasproti pošte). Zadnji moški potomec grofov Petač je bil grof Adelmo, cesarski komornik in podpolkovnik, ki je umrl leta 1812 in je bil pokopan v župnijski cerkvi v Sežani.
Med pomembnejše člane rodbine Petač sodi tudi Leopold Jožef Petač/Petazzi, ki je bil v letih 1740-1760 tržaški škof, potem pa  v letih 1760–1772 ljubljanski škof.

## Posesti
- Socerb  (tudi Strmec) (1555 – 1702)
- Črni kal  (1622 – 1702)
- Švarcenek  (tudi Završnik) pri Divači (1590 – 1800)
- Novi grad  pri Podgradu, Ilirska Bistrica, (1620 – 1768)
- Brlog-Grad, ob Kolpi na Hrvaškem (1740 - 1784)
- Ozalj ob Kolpi na Hrvaškem (1702 – 1725)
- Ribnik pri Karlovcu (1702 – 1809)
- Žusem pri Celju (1724 – 1787)
- Dvorec Sežana v Sežani (1700 - 1817)
- Dvorec Strmol pri Rogatcu (1730 - 1804)
- Dvorec Dulna oz. Odolina; Hrpelje-Kozina (1685 - 1754)
- Dvorec Pogance pri Novem mestu (1755 - 1791)

## Družinsko drevo plemičev Petač (Petazzi)
Mavro pl. Petaç (*~ 1245)  (†~  1310)  (dok. 1265, 1278, 1300)
- Mavro II. pl. Petaç (*~ 1270)  (†~  1336)  (dok. 1300, 1336) ⚭ Pecella N.N.  (dok. 1329)
- Benvenut I. pl. Petaç (*~ 1271)  († julij 1310)  (dok. 1300, 1310) ⚭ Filipa N.N.  (dok. 1328, 1330)
  - Girono pl. Petaz (Petač) (*~ 1290)  (†~  1333)  (dok. 1310, 1316, 1322) ⚭ Dominika N.N.  (dok. 1328, 1329, vdova 1334) 
    - Benvenut II. pl. Petaz (Petač) (*~ 1317)  († po 1355) (dok. 1337, 1338, 1343, 1352, 1355)
    - Klarij pl. Petaz (Petač)  (*~ 1318)  († po 1359) (dok. 1346, 1350) ⚭ N.N.  († po 1359)
    - Peter pl. Petaz (Petač)  (*~ 1320)  († po 1355) (dok. 1335)

  - Tordulo pl. Petaz (Petač) vicedom v Trstu od 1324-1336 (*~ 1292)  (†po  1345)  (dok. 1322, 1325, 1333, 1340, 1345) ⚭ Breda N.N.  († po 1346)
    - Nikolaj pl. Petaz (Petač) (*~ 1325)  (†po  1365)  (dok. 1360) ⚭ Garda N.N. († po 1365)

  - Ivan Anton pl. Petaz (Petač) (*~ 1291)  (†po  1351)  (dok. 1351)
  - Dario pl. Petaz (Petač) (*~ 1292)  (†po  1361)  (dok. 1361)
  - Tomaž pl. Petaz (Petač) (*~ 1294)  (†po  1347)  (dok. 1347)
  - Genano pl. Petaz (Petač) (*~ 1295)  (†po  1358)  (dok. 1327, 1344, 1348,1358) ⚭ N.N.
    - Adelm pl. Petachi (Petač)  tržaški župan in tržaški mestni sodniški rektor (*~ 1342)  (†po  1407)  (dok. 1373, 1377, 1381, 1397, 1406, 1407) ponudil mesto in ozemlje Trst vojvodi Leopoldu Avstrijskemu

  - Just pl. Petazo (Petač)  (*~ 1296)  (†  1368)

+++++++++++++++++++++
- -     -       -         - Bernard pl. Petaç  (Petač) (*~ 1434) († november 1486) ;  ⚭ Nikoleta N.N.  († dec. 1486)
          - Paskva pl. Petaç  (Petač) (*~ 1454) († po 1493) ;  ⚭ Janez Cigotti (Cigoj)
          - Benvenut IV. pl. Petachi  (Petač) (*~ 1464) († po 1500) ; 1468 stotnik v Novi gradu za Trst
          - Bernard II. pl. Petaç  (Petač) (*~ 1465) († po 1521)  s pomočjo cesarskega kaštelana v Vipavi Nikolaja Luegerja zadušil vstajo Trsta proti cesarju
            - Benvenut V. pl. Petač (* 1523) († 29. 6. 1588)  gospodar na Švarceneku in Novem gradu ter najemnik na Socerbu  ⚭ Katarina Petacis roj. Saurer  († 1595)
              - Ingranata ⚭ Gabrijel pl. Marenzi
              - Ivan (Zaun) pl. Petač (* 1569) († 18.1.1607) ⚭ Margarita roj. Paradeiser
                - Malči Katarina (* 14.5.1588)(† ?)
                - Katarina Marija (* 18.6.1589) († 1661) ⚭ Anton pl. Gastaldi
                - Benvenuta (* 24.7.1590) († 1633) ⚭ Germanik pl. Argento
                - Marija Magdalena(* 7.12.1591)(† ?)
                - Benvenut VI. baron Petač (*26.4.1593) († 1643) od 1632 grof socerbski in novograjski, kapitan Trsta (1630-36) ⚭ 1) Tadeja grofica Thurn 2) Helena roj. Argento 
                  - Ivana Marija (* 22.8.1610)(† ?)
                  - Katarina Lucija (* 12.11.1613)(† ?)
                  - Ivan II. Adelmo Petač (*30.8.1615) († 2.11.1642)
                  - Nikolaj II. Franc baron Petač (* 27.9.1619) († 26.12.1664) od 1632 grof; kapitan Trsta 1659-63; Gorice 1664 ⚭ Beatrika roj. baronica Dornberg († 1670)
                    - Ivan Anton baron Petač († 28.9.1684)
                    - Terezija grofica Petač (*27.12.1648) († 18.10.1689) ⚭ Anton baron Marenzi († 4.11.1668)
                    - Ana Katarina grofica Petač († 1.4.1654)(† ?) ⚭ Peter grof Coronini († 4.1.1685)
                    - Ivan Ferdinand grof Petač (*21.5.1655) († 10.5.1722) ⚭ 1)Ana Margareta baronica Raunach († 29.3.1697); 2)Uršula pl. Orzon
                      - (1)Magdalena Katarina grofica Petač (*6.4.1682) († 22.1.1683)
                      - (1)Nikolaj grof Petač (*1684) († 31.11.1720) ⚭ Ana Polifema grofica Rabatta
                      - (1)Marijana grofica Petač († 4.1.1685)(† ?) ⚭ Ivan Franc grof Lanthieri
                      - (1)Jakob Anton grof Petač (*6.1.1687) († 27.3.1745)
                      - (2)Anton Alojz grof Petač (*15.6.1702) († 30.7.1754) ⚭ Julijana baronica Terzi
                        - Ferdinand grof Petač (*2.6.1723) († 30.1.1767) ⚭ Ana Terezija grofica Petač († 1.1786)- hči Benvenuta VIII.

                      - (2)Ivan Peter grof Petač (*15.6.1702) († 28.8.1732)

                    - Leopold grof Petač (*9.4.1656) († 27.5.1663)
                    - Peter grof Petač (*22.8.1660) († 24.10.1725)

                  - Margarita baronica Petač (*1622)(† ?) ⚭ Ferdinand baron della Bovere
                  - Janez Ulrik grof Petač (* 1630) († 1651) ⚭ Ana Katarina grofica Kobenzl
                  - Benvenut VII. grof Petač (*8.7.1636) († 17.11.1688) komornik ⚭ 1)Evfemija baronica Coronini († 22.7.1673); 2)Maksimiljana Frančiška grofica Attems
                    - Helena Marga Ana (*1.6.1671) († 18.3.1736) ⚭ Pompej baron Brigido
                    - Adelm Anton grof Petač (*22.5.1672) († 25.3.1745) komornik, glavar Reke ⚭ Ana Marija grofica Schrattenbach
                      - Marija Terezija († 1764) ⚭ Janez Adolf Hanibal grof Paradeiser († 1782)
                      - Jožefa Benigna ⚭ (1727) Karl Jožef Heussenstamm († 1758)
                      - Benvenut VIII. Sigmund grof Petazzi (Petač) Socerbski (*17. 1.1699) († 25.12.1784) lastnik gospostva Ribnik, c.kr. general, poveljnik slunjskega polka in varaždinskega polka ⚭ 1)Maksimiljana grofica Heussenstamm († 1757); 2)Marija grofica Clary-Aldringen († 1760); 3)Eleonora pl. Luzan
                        - Ana Terezija grofica Petač(† 1786) ⚭ Ferdinand grof Petač
                        - Marija Ana ⚭ Julij pl. Keglevich
                        - Adelm II. grof Petač (*3.2.1736) († Sežana 13.9.1817) c.kr. komornik in podpolkovnik ⚭ 1)Frančiška Genois († 1775); 2)Notburga Lichtenberg; 3) Ana grofica Petač
                          - Johana Nepomucena grofica Petač(*1761) († Ljubljana 10.1.1813) ⚭ Ludvik Dizma grof Lichtenberg

                        - Leopoldina grofica Petač (*1769) († Poganice, 1775)

                      - Leopold Jožef Hanibal grof Petazzi (Petač) Socerbski (* 18.7.1703, Dunaj) († 28.11.1772), gorenjski arhidiakon, tržaški škof (1740–1760), ljubljanski knezoškof (1760-1772)
                      - Anton grof Petač kanonik v Ljubljani

                  - Peter grof Petač  (*~ 1642) († 1732) (dok. 1670, 1732)
                  - Antonio grof Petazzi (Petač)  (*~ 1645) († po 1732)
                  - Ivan  grof Petaz (Petač) († po 1699)

          - Soradamor II. pl. Petacis  (Petač) (*~ 1467) († po 1521)  (dok. 1474) ⚭ Lazar Baiardi
          - Janez pl. Petacis  (Petač) (*~ 1468) († po 1500)
            - Rainado pl. Petacis  (Petač) (*~ 1495) († po 1522)
            - Jeremija pl. Petacis  (Petač) (*~ 1518) († po 1580) poročnik na gradu Socerb ⚭ N.N.
              - Katarina pl. Petatio  (Petač) (*~ 1562) († po 1580) ⚭ Janez Saurer
              - Laura pl. Petatio  (Petač) (*~ 1570) († po 1590) ⚭ Gerolamo Garzoni

        - Benvenut III. pl. Petaç  (Petač) (*~ 1435) († cca 1497) ;  ⚭ Magdalena roj. Bosserman/Wassweman  († po 1497)
          - Nikolaja (Colota) pl. Petaç  (Petač)
          - Krištof pl. Petazzi  (Petač); kaštelan na gradu Momjan v Istri

        - Jakob pl. Petač (*~ 1440) († cca 1497) ;  ⚭ Suzana roj. Bosserman/Wassweman  († po 1497)